# Sergio Sánchez Sánchez
Sergio Sánchez Sánchez (Carbayín Alto, 28 aprile 1977) è un allenatore di calcio ed ex calciatore spagnolo, di ruolo portiere.

## Biografia
Nel 2010 ha fondato una scuola calcio chiamata Dorsal 13.

## Carriera

### Calciatore
Cresciuto nelle giovanili dello Sporting Gijón, esordì in prima squadra nel 1998, difendendo i pali della squadra asturiana in Segunda División. Fu acquistato dall'Atlético Madrid nel 2000 e al termine della stagione 2001-2002 contribuì alla vittoria del campionato, che valse la promozione in Primera División. Con i colchoneros non scese mai in campo in massima serie, ma vi debuttò con l'Espanyol ove fu ceduto in prestito. Nel campionato di Segunda División 2003-2004 difese i pali del Getafe, contribuendo alla prima storica promozione del club madrileno in Liga.
Nel 2007 passa agli olandesi dell'ADO Den Haag, con cui non riesce a evitare la retrocessione in Eerste Divisie. Nella stagione 2007-2008 torna in patria, allo Sporting Gijón con cui conclude la carriera da giocatore all'età di 33 anni.

### Allenatore
Inizia la sua carriera come assistente di Abelardo al Candás CF, salvo poi tornare allo Sporting per seguire le giovanili. Nel 2023 assume l'incarico di tecnico del Marino de Luanco in Segunda Federación, concludendo il campionato in undicesima posizione.

## Palmarès

### Giocatore

#### Competizioni nazionali
- Segunda División B: 2

Sporting Gijón B: 1995-1996, 1996-1997
- Segunda División: 1

Atlético Madrid: 2001-2002